# Ramesh Krishnan
Ramesh Krishnan (Tamil: ரமேஷ் கிருஷ்ணன், * 5. Juni 1961 in Chennai) ist ein ehemaliger indischer Tennisspieler.

## Leben
Krishnan war bereits in seiner Jugend ein herausragender Tennisspieler. 1979 gewann er die Juniorenturniere der French Open und von Wimbledon und stand im Halbfinale der Juniorenkonkurrenz der US Open. Zwischen 1981 und 1990 gewann Krishnan acht Einzeltitel und einen Doppeltitel auf der ATP World Tour. Hinzu kamen zwei Einzeltitel auf der ATP Challenger Tour. Allerdings verdiente sich Krishnan, dessen Vater Ramanathan zu den indischen Tennislegenden gehört, insbesondere als Davis-Cup-Spieler Lob und Anerkennung. 1977 feierte er mit einem Sieg gegen Kim Moon-il sein Debüt als Davis-Cup-Spieler und gehörte dem Team fünfzehn Jahre bis 1993 an. Dabei führte er die indische Davis-Cup-Mannschaft in der Saison 1987 mit einer Bilanz von 7:1 im Einzel ins Finale; das Finale in Göteborg ging allerdings 0:5 verloren. In seiner letzten Saison als Spieler besiegte er in Fréjus Rodolphe Gilbert mit 2:6, 6:4, 4:6, 7:5, 6:4.
Im Jahr 2000 wurde Ramesh Krishnan, der die Tennisschule seines Vaters in Madras übernahm, als Nachfolger von Jaidip Mukerjea indischer Davis-Cup-Kapitän. Fortan qualifizierte sich Indien jedes Jahr für die Duelle um den Aufstieg in die Weltgruppe, konnte sich dort jedoch nie endgültig durchsetzen. Nach der erwarteten 0:5-Niederlage im September 2003 in Zwolle gegen die Niederlande erklärte Krishnan seinen Rücktritt, sein Nachfolger wurde der noch aktive indische Tennisspieler Leander Paes.

## Erfolge
| Legende                       |
| Grand Slam                    |
| Tennis Masters Cup            |
| ATP Masters Series            |
| ATP International Series Gold |
| ATP International Series (9)  |
| ATP Challenger Tour (4)       |

### Einzel

#### Turniersiege

##### ATP Tour
| Nr. | Datum             | Turnier     | Belag     | Finalgegner        | Ergebnis           |
| --- | ----------------- | ----------- | --------- | ------------------ | ------------------ |
| 1.  | 29. November 1981 | Manila      | Sand      | Ivan Dupasquier    | 6:4, 6:4           |
| 2.  | 18. Juli 1982     | Stuttgart   | Sand      | Sandy Mayer        | 5:7, 6:3, 6:3, 7:6 |
| 3.  | 18. März 1984     | Metz        | Hartplatz | Jan Gunnarsson     | 6:3, 6:3           |
| 4.  | 19. Oktober 1986  | Tokio       | Hartplatz | Johan Carlsson     | 6:3, 6:1           |
| 5.  | 2. November 1986  | Hongkong    | Hartplatz | Andrés Gómez       | 7:6, 6:0, 7:5      |
| 6.  | 3. Januar 1987    | Wellington  | Hartplatz | Andrei Tschesnokow | 6:7, 6:0, 6:4, 6:3 |
| 7.  | 15. Januar 1989   | Auckland    | Hartplatz | Amos Mansdorf      | 6:4, 6:0           |
| 8.  | 26. August 1990   | Schenectady | Hartplatz | Kelly Evernden     | 6:1, 6:1           |

##### Challenger Tour
| Nr. | Datum          | Turnier     | Belag     | Finalgegner     | Ergebnis |
| --- | -------------- | ----------- | --------- | --------------- | -------- |
| 1.  | 27. Juli 1986  | Schenectady | Hartplatz | Andre Agassi    | 6:2, 6:3 |
| 2.  | 3. Mai 1987    | Nagoya (1)  | Hartplatz | Jay Lapidus     | 6:3, 6:0 |
| 3.  | 30. April 1989 | Nagoya (2)  | Hartplatz | Jonathan Canter | 6:1, 6:3 |
| 4.  | 29. April 1990 | Nagoya (3)  | Hartplatz | Brian Garrow    | 6:2, 6:4 |

#### Finalteilnahmen
| Nr. | Datum            | Turnier   | Belag         | Finalgegner       | Ergebnis      |
| --- | ---------------- | --------- | ------------- | ----------------- | ------------- |
| 1.  | 27. Oktober 1985 | Köln      | Hartplatz (i) | Peter Lundgren    | 3:6, 2:6      |
| 2.  | 10. Januar 1988  | Auckland  | Hartplatz     | Amos Mansdorf     | 3:6, 4:6      |
| 3.  | 19. Juni 1988    | Bristol   | Rasen         | Christian Saceanu | 4:6, 6:2, 2:6 |
| 4.  | 28. August 1988  | Rye Brook | Hartplatz     | Milan Šrejber     | 2:6, 6:7      |

### Doppel

#### Turniersiege
| Nr. | Datum         | Turnier | Belag   | Partner          | Finalgegner               | Ergebnis |
| --- | ------------- | ------- | ------- | ---------------- | ------------------------- | -------- |
| 1.  | 29. März 1987 | Nancy   | Teppich | Claudio Mezzadri | Grant Connell Larry Scott | 6:4, 6:4 |